# Cynthia Asquith
Pour les articles homonymes, voir Asquith.
Lady Cynthia Asquith (née Cynthia Mary Evelyn Charteris le 27 septembre 1887 à Wiltshire et morte le 31 mars 1960), membre de l'aristocratie anglaise, est une écrivaine anglaise, connue pour ses anthologies d'histoires de fantômes, ainsi que pour son journal intime tenu pendant la Première Guerre mondiale et publié à titre posthume ; elle est également l'auteur de romans, de livres pour enfants, et de biographies.

## Biographie
Fille de Hugo Richard Charteris, 11e comte de Wemyss (1857-1937), et de Mary Constance Wyndham, elle épouse en 1910 Herbert Asquith, fils de Herbert Henry Asquith, Premier ministre du Royaume-Uni de 1908 à 1916.
En 1913, elle rencontre D. H. Lawrence à Margate ; ils deviennent amis et entretiennent une correspondance. Elle rencontre J. M. Barrie, créateur de Peter Pan en 1917 et devient sa secrétaire,, ; elle travaillera pour lui jusqu'à la mort en 1937 de Barrie, qui lui lègue la majeure partie de sa succession, à l'exception de ses textes et travaux liés à Peter Pan. 
Cynthia Asquith se fait connaître par la publication en 1927 de The Ghost Book, une anthologie de fiction surnaturelle qui comprend des textes de D. H. Lawrence, Algernon Blackwood, Arthur Machen, Oliver Oignons, et May Sinclair ; elle en publiera plusieurs autres qui seront bien accueillies : « Asquith a eu un talent remarquable pour réunir un matériel de premier ordre de la part des auteurs grand public ou spécialisés dans le genre ; toutes ses anthologies ... sont une lecture essentielle pour les amateurs d'histoires de fantômes. ».
Son journal tenu pendant la Première Guerre mondiale sera publié après sa mort, en 1968.
Deux de ses nouvelles, publiées en 1947 dans le recueil This Mortal Coil ont fait l'objet d'une adaptation : Le Disciple (The Follower) par la radio de la BBC ; God Grante That She Lye Stille a été adapté en 1961 par Robert Hardy Andrews comme épisode de la série télévisée d'anthologie fantastique américaine Thriller .
Cynthia Asquith a également contribué au scénario du film Dreaming Lips tourné en 1937, dont la vedette est Elisabeth Bergner.

## Œuvres

### Romans et nouvelles
- The Spring House, Londres, Michael Joseph, 1936, 366 p.
- One Sparkling Wave, 1943.
- This Mortal Coil, Sauk City, Arkham House, 1947, 245 p. : nouvelles. Le recueil contient neuf histoires de spectres dans le style victorien[12] : In a Nutshell ; The White Moth ; The Corner Shop ; God Grante That She Lye Stille ; The Playfellow ; The Nurse Never Told ; The Lovely Voice ; The First Night ; The Follower.
- Dreaming Lips, 1937 : scénario.
- What Dreams May Come?, 1951 : nouvelles.
- Haply I May Remember, 1950.

### Éditrice  d'anthologies

#### Histoires fantastiques
- The Ghost Book, Londres, Hutchinson & Co., 1926[13] ; 16 textes : May Sinclair, The Villa Desiree ; Algernon Blackwood, Chemical , Marie Belloc Lowndes, The Duenna ; Leslie Poles Hartley, A Visitor From Down Under ; D. Mackail, The Lost Tragedy ; C. Dane, Spinster's Rest ; Hugh Walpole, Mrs. Lunt ; Arthur Machen, Munitions of War ; D. H. Lawrence, The Rocking-Horse Winner ; Walter de la Mare, A Recluse ; Cynthia Asquith, sous le pseudonyme de C. L. Ray, The Corner Shop (La Boutique du coin) ; Oliver Onions, Two Trifles: 1. The Ether-Hogs, 2. The Mortal ; C. Whibley, Twelve O'Clock ; Enid Bagnold, The Amorous Ghost ; Mary Webb, Mr. Tallent's Ghost ; D. MacCarthy, Pargiton and Harby.
- The Black Cap. New Stories of Murder & Mystery, Londres, Hutchinson & Co., 1927, 318 p.[13] ; 14 textes : J. M. Barrie, Shall we join the ladies? ; Leslie Poles Hartley, The killing-bottle ; Marie Belloc Lowndes, An unrecorded instance ; Barry Pain, A considerable murder ; Hugh Walpole, The tarn ; Arthur Machen, The Islington mystery ; Edgar Wallace, Circumstantial evidence ; W. B. Maxwell, The prince ; Oliver Onions, The smile of Karen ; D. H. Lawrence, The lovely lady ; Shane Leslie, The hospital nurse ; Elizabeth Bowen, Telling ; W. Somerset Maugham, Footprints in the jungle ; et The lovely voice de Cynthia Asquith : lire en ligne.
- Shudders, Londres, Hutchinson & Co., 1929[13] ; 15 textes : L. P. Hartley, The Travelling Grave ; Hilda Hughes, Those Whom the Gods Love ; Edward Frederic Benson, The Hanging of Alfred Wadham ; Walter de la Mare, Crewe ; Arthur Machen, The Cosy Room ; Hugh Walpole, The Snow ; Elizabeth Bowen, The Cat Jumps ; Montague Rhodes James, Rats ; Algernon Blackwood, The Stranger ; C. H. B. Kitchin, Dispossession ; Shane Leslie, The Lord-in-Waiting ; W. B. Maxwell, The Last Man In ; W. Somerset Maugham, The End of the Flight ; Marie Belloc Lowndes, Her Judgment Day; Cynthia Asquith, The Playfellow.
- When Churchyards Yawn, Londres, Hutchinson & Co., 1931[13] ; 15 textes : Elizabeth Bowen, The Apple Tree ; Hugh Walpole, A Little Ghost ; L. P. Hartley, The Cotillon ; Mary O'Malley, The Buick Saloon ; Algernon Blackwood, A Threefold Cord ; Arthur Machen, Opening the Door ; Hilda Hughes, The Birthright ; C. H. B. Kitchin, Beauty and the Beast ; Shane Leslie, As in a Glass Dimly ; W. S. Morrison, The Horns of the Bull ; W. Gerhardi, The Man Who Came Back ; Marie Belloc Lowndes, The Unbolted Door ; Oliver Onions, John Gladwin Says ... ; P. MacDonald, Our Feathered Friends ; Cynthia Asquith, God Grante That She Lye Stille.
- My Grimmest Nightmare, Londres, Allen Unwin, 1935[13] ; 21 textes : Cynthia Asquith, The Follower ; Gabrielle Vallings, To Be Let Furnished ; Miranda Stuart, Thunderbolt ; Algernon Blackwood, By Water et The Blackmailers ; Inez Holden, Not Long for This World ; R. A. Monson, Jungle Night ; L. Vorley, The Anonymous Gift ; S. E. Reynolds, There Is One SOS ; J. B. Morton, In the Jotunheim Mountains ; E. Betts, Dead Man's Room ; Marjorie Bowen, Incubus ; H. Jay, Into the Enemy's Camp ; V. Stacpoole, The Mask ; N. Streatfield, Behind the Wall ; E. Middleton, The Mad Hatter ; J. Laver, Six Months Ago ; C. Madde,, Rendezvous With Fate ; N. Langley, Serenade for Baboons ; C. Spencer, The Surprise Item ; Ann Knox, Split Second ; Theodora Benson, Room 2000 Calling.
- The Second Ghost Book, Londres, J. Barrie, 1952.
- The Third Ghost Book, Londres, J. Barrie, 1956[13] ; 25 textes : Mary Treadgold, The Telephone ; Elizabeth Bowen, The Claimant ; Evelyn Fabyan, Napoleon's Hat ; Rachael Hartfield, The Bull ; L. A. G. Strong, The House That Wouldn't Keep Still ; Mary Fitt, The Doctor ; Elizabeth Jenkins, On No Account, My Love ; Lord Dunsany, The Ghost of My Valley ; Mary Lane; The Day of the Funeral ; R. Blythe, Take Your Partners ; L. P. Hartley, Someone in the Loft ; R. Aickman, Ringing the Changes ; Marghanita Laski, The Tower ; L. Curling, I Became Bulwinkle ; C. Brooks, Mrs. Smiff ; J. Laver, Somebody Calls ; Rosemary Timperley, Harry ; Ursula Codrington, The Shades of Sleep ; D. George, The Woman in Black ; Shane Leslie, A Laugh on the Professor ; Elizabeth Taylor, Poor Girl ; J. Connell, The House in the Glen ; Nancy Spain, The King of Spades ; M. Asquith, The Uninvited Face ; A. Wilson, Animals or Human Beings ; Eileen Bigland, Remembering Lee ; Cynthia Asquith, Who Is Sylvia?.

#### Livres pour enfants
- The Flying Carpet, New York, Charles Scribner's Sons, 1925, 200 p. ; textes de J. M. Barrie (Neil and the Tintinnabulum)[14], G. K. Chesterton, Walter de la Mare, Hilaire Belloc et Alan Alexander Milne.
- The Treasure Ship: a book of prose and verse, Londres, S. W. Partridge, 1926, 198 p. [15]; textes et poèmes de J. M Barrie (The Blot on Peter Pan, p. 82-100), A. A. Milne, P. G. Wodehouse, Walter de la Mare, John Galsworthy.
- The Treasure Cave, Londres, Jarrods, 1928[13] ; contient notamment Johnny Double d'Arthur Machen et The Game At Cards de Walter de la Mare.

### Journal
- Diaries 1915-1918, préface de Leslie Poles Hartley, Londres, Hutchinson, 1968, 529 p.

### Biographies et essais
- The Duchess of York. An intimate and authentic Life-Story, Londres, Hutchinson, 1927, 224 p..
- La culture de l'enfant ; traduit de l'anglais par Eugénie Ravet et Manuel Devaldès, Paris, éditions de la Revue mondiale, 1929 (8 mars 1930), 236 p.
- Portrait of Barrie, Londres, Peter Davies, 1954, 230 p.[4].
- Married to Tolstoy. The unhappy lonely wives of grat men are wives of whom posterity makes Xantippes : diary of Contess Tolstoy, Londres, Hutchinson, 1960 ; traduction en français par Michel Berveiller, Comtesse Tolstoi, Paris, Hachette, 1962, 289 p.
- Thomas Hardy at Max Gate, St. Peter Port, Toucan P., 1969 (collection : Monographs on the life, times and works of Thomas Hardy, n° 63), 386 p. (publication d'une conférence donnée par Cynthia Asquith à la BBC en 1956[16]).

### Traduction en français
Trois nouvelles fantastiques de Cynthia Asquith sont parues en français :
- The Corner Shop sous le titre La Boutique du coin dans Histoires de fantômes, édité par Roald Dahl, Paris, Le Livre de Poche jeunesse, 1985, p. 107-138 (traduction de Jean-François Renard).
- God Grant that She Lye Stille sous le titre Dieu veuille qu'elle dorme tranquille dans la revue Les Œuvres Libres, août 1956, n° 123, p. 21-60 (traduction de Lucienne Escoube) ; sous le titre Dieu fasse qu'elle repose en paix dans  Histoires anglo-saxonnes de vampires, Paris, Librairie des Champs-Élysées, 1978, p. 131-159 (traduction de Jean Marigny).
- Who is Sylvia ? sous le titre Qui est Sylvia ?, dans Histoires de Terreur, Paris, Opta, 1965, p. 214-228 (traduction de Françoise Martenon et Roland Stragliati) ; dans De l’autre côté de la porte, Paris, Casterman, collection « Autres temps, autres mondes », 1976, p. 205-227 (traduction de Pierre Billon).